# 浩克 (漫畫)
浩克（英語：The Hulk），本名布魯斯·班納，是出現在漫威漫畫出版物中的英雄虛構人物。浩克由史丹·李與杰克·科比所创作，首次出現於《不可思議的浩克》第一部第一期（1962年二月）。物理學家羅柏特·布魯斯·班納博士在意外受自己製造出的伽瑪炸彈放射線污染後變成了名為浩克的憤怒怪物。班納與浩克兩個身分時常造成毀滅性的破壞，因此常成為警方與有關單位追捕的對象。中文譯名常稱浩克為綠巨人，浩克的皮膚顏色主要顏色是綠色，在過去四十年中，浩克幾乎與漫威世界中每一個英雄與反派交戰過。

## 出版歷史

### 首次出現與第一部連載漫畫
浩克首次出現於《不可思議的浩克》第一期，編劇為斯坦·李，底稿畫家為杰克·科比，完稿畫家為保罗·赖因曼，首度出現的浩克膚色是灰色，而不是他後來最具代表性的綠色。編劇兼驚奇漫畫主編史丹李希望使用一個不暗示任何族裔的膚色；但彩稿畫家斯坦·戈德堡警告史丹李當時的印刷技術還無法清晰一致的呈現灰色，結果在第一期的漫畫中浩克的膚色呈現的是各種不同色調的灰色，甚至是綠色。因此自第二期開始以後，柏格便將浩克的皮膚上成綠色。接下來二十年間的舊作重印或重述浩克起源的新作中都在一開始就以綠色的膚色來呈現，但從第二部第302期（1984年十二月）開始，浩克對早期事件的回想又再度以灰色的膚色出現。此改動在第二部第318期（1986年四月）被確認，正式的宣告浩克在剛被創造出時的確是灰色的。之後所有第一期再版書均以浩克原本灰色的膚色呈現。

《不可思議的浩克》第一部第一期（1962年五月）封面由捷克科比與保羅雷門繪製。

在早期的故事中，班納在每天太陽下山後變成浩克，但後來改為每當憤怒或驚慌時才會變身。另一個變身方法出現於《神奇四俠》第12期（1963年3月），此期故事描繪浩克首次對戰石頭人，班納刻意使用自己設計的伽瑪射線機械變身為浩克。許多早期的浩克故事敘述撒迪厄斯·「雷霆」·羅斯（Thaddeus "Thunderbolt" Ross）將軍指揮美國陸軍的反浩克（Hulkbuster）營企圖捕捉並毀滅浩克。羅斯的女兒貝蒂（Betty）深愛著班納並指責父親對浩克的追殺。羅斯將軍的親信葛蘭托巴（Glenn Talbot）少校也愛著貝蒂，因此在追捕浩克與光榮的贏得貝蒂芳心間天人交戰。瑞克瓊斯（Rick Jones）是浩克的好友，一度成為浩克的搭檔。之後另一名名為吉姆威爾森（Jim Willson）的少年亦與浩克建立起友誼。
最初的連載在出版六期後停刊，最後一期的出版時間是1963年三月。編劇全出自史丹李之手，捷克科比為前五期繪製底稿，史蒂夫·迪特科為第六期繪製完稿與上色。緊接著浩克便客串於《神奇四俠》第12期（1963年3月），並成為復仇者的創始成員，短暫的在同名連載漫畫中成為此超級英雄的成員（1963年九月與十一月），隨即在第三期與第五期（1964年一月與五月）再次出現為反派角色。接著浩克出現在《驚奇的蜘蛛人》（The Amazing Spider-Man）第14期（1964年七月）中。
在此時浩克的共同創造人捷克科比收到一封自某大學宿舍寄來的信件，信中聲稱浩克已被該宿舍選為正式的代表吉祥物。捷克科比與史丹李察覺到他們創造出的這個人物在大學生間有廣大的讀者群。

## 人物經歷
一位著名物理學家羅伯特·布魯斯·班納博士（Robert Bruce Banner）在一次伽馬炸彈的實驗性引爆的過程中救下了一名駕車駛入試驗場的少年瑞克·瓊斯（Rick Jones）；班納將瓊斯推入壕溝裡以救他，但自己卻被爆炸擊中，吸收了大量的伽馬輻射。在他醒來後似乎毫髮無傷，但在那天晚上竟變成了一個笨拙的綠色巨大生物。一名追擊士兵稱這個生物為「綠巨人」。最初，人們認為班納會轉變為綠巨人是由日落引起的，並會在日出時解除綠巨人狀態，但後來，在雷霆·羅斯的手下嘗試將他射入太空並失敗後，瓊斯親眼目睹了班納在白天變成了綠巨人，並發現班納變身的原因是憤怒所導致的。班納在不久後曾經被治癒，但他決定用班納的智慧恢復能變身成綠巨人的能力。不過伽馬射線機使班納患上了因變形而引起的副作用，這些副作用使班納在恢復正常的狀態後會暫時生病且身體變得虛弱。
在《复仇者聯盟》#1（1963年9月）中，綠巨人成為了復仇者聯盟的創始成員之一。在《復仇者聯盟》#3中，班納又因為過度使用伽馬射線機而變成一個無法控制且狂暴的怪物。在《驚異故事》＃59（1964年9月）中，綠巨人作為漢克·皮姆的敵人出現。此系列說明了壓力是班納變成綠巨人的主要觸發因素。正是在這段時間裡，綠巨人發展出更野蠻和孩子氣的個性，從他最初的形象轉變為一個野蠻但並非完全不聰明的人物。此外，現在他的長期和短期記憶在綠巨人的狀態下會明顯地受損。在《驚異故事》#77（1966年3月）中，瓊斯誤以為班納已經死了（實際上他被彈射到了未來），並告訴格蘭·塔伯特少校，班納便是「綠巨人」浩克，因此，格蘭立即通知了他的上級，使班納成為了通緝犯。
在1970年代，班納和貝蒂在《無敵浩克》#124（1970年2月）中差點結婚。但貝蒂·羅斯最終在《無敵浩克》#158（1972年12月）中與格蘭結婚。後來，浩克還到了其他維度旅行，在其中一個維度裡，他遇到了嘉莉拉女皇，她用魔法將班納的智慧帶給了浩克並愛上了他。接著，浩克與奇異博士和納摩組成了捍衛者聯盟，銀色衝浪手隨後亦加入了這個英雄團體。
在1980年代，班納再次獲得浩克的控制權，並為他過去的暴行獲得了特赦；然而，由於夢魘的操縱，班納又再次失去對浩克的控制權。甚至在班納變身成浩克之前，他就一直有著嚴重的精神問題，童年的創傷導致班納壓抑着他的憤怒。後來，浩克和班納被參孫博士給分開了。美國政府招募班納組建浩克毀滅者，這是一個致力於捕捉浩克的政府團隊。在1981年，塔博特去世後，班納終於在《無敵浩克》#319（1986年5月）中與貝蒂結婚。班納和浩克在《無敵浩克》#323（1986年9月）中重新合二為一，浩克的膚色恢復成了最初的灰色，而他的變形能力再次會固定在晚上觸發，不管班納當時的情緒狀態如何。在《無敵浩克》#347中，灰浩克的另一個人格“Joe Fixit”登場，他是一個在道德上模棱兩可的私刑執法者。這幾個月來，班納一直壓抑在浩克的腦海中，但慢慢地開始重新出現。
1990年代見證了浩克的回歸。在《無敵浩克》#377（1991年1月）中，班納、灰浩克和野蠻浩克這三個人格在面對班納過去遭到他的父親布萊恩·班納虐待的創傷時誕生出一個新的人格：罪惡浩克（Guilt Hulk）。他擁有班納、灰浩克和野蠻浩克三個人格的所有特徵。這段期間，浩克還加入了神戰隊，一個由超能力者所組成的秘密組織。在另一個平行宇宙中，浩克與班納發生衝突，並成為了一個殘暴版本的反派角色浩克大師，他統治著一個很多超級英雄都已經死去的宇宙。
2000年，班納和他的另外三個浩克人格：野蠻浩克、灰浩克和合體浩克（此人格又被稱為浩克教授）能夠在精神上相互交流，每一個人格都接管了共享的身體，班納因為肌萎縮性脊髓側索硬化症而開始虛弱。在此期間，四個人格（包括班納本身）面對了另一個潛伏的人格，殘暴的“惡魔浩克”（Devil Hulk），他意圖攻擊全世界並試圖擺脫班納，但最終卻被封鎖在班納的潛意識中。班納的肌萎縮性脊髓側索硬化症亦在後來康復了。在2005年，劇情揭露了夢魘已經操縱了浩克多年，暗示浩克的這段冒險可能只是一種幻覺。
在2006年，光明會認為浩克實在太危險，不適合留在地球上，於是將浩克送往薩卡星，迎來了浩克星球的故事，浩克在薩卡星上遇到了他的盟友們戰盟，並與星球上的女王卡依拉結婚，卡依拉生出了兩個浩克的孩子：斯卡爾和海羅-卡拉。在光照會的飛船爆炸並炸死卡依拉之後，浩克帶著戰盟返回地球並向地球宣戰，因而產生了一件大事件：浩克世界大戰。然而，在從米克的口中得知飛船爆炸並不是光照會的計謀後，浩克讓自己被英雄們擊敗，結束了這場戰爭。隨後班納與新的紅浩克合作並對抗超級反派團隊高智商者，重新讓自己成為一名英雄。
在2010年代，海羅-卡拉前往地球並摧毀斯卡爾所擁有的古老力量(OldStrong Power)，迫使浩克和斯卡爾擊敗該力量並將他囚禁在薩卡星上。
在2011年的《恐懼本身》故事中，浩克找到了大蛇神的魔法錘之一，並成為了世界破壞者努爾（Nul）。當浩克開始變形時，他告訴「紅女浩克」貝蒂·羅斯遠離他。他在南美洲和中美洲橫衝直撞，引發大騷動，努爾最終被運送到紐約市，他在那裡與同樣得到魔法錘並變成了靈魂破壞者安格里爾（Angrir）的石頭人一同攻擊雷神索爾。索爾在擊敗了石頭人後表示自己無法擊敗浩克，於是把他送入地球的軌道，之後索爾因為精疲力竭而倒下。在抵達羅馬尼亞後，化身為努爾的浩克立即開始前往吸血鬼王德古拉的基地。面對包括怪物軍團在內的德古拉軍隊，努爾起初勢不可擋，但在吸血鬼武士雷藏古道及他的部下寬恕者們（Forgiven）的干預下，努爾短暫地放慢了速度。最終，努爾來到了德古拉的城堡，雷藏古道和他的部下英卡（Inka）及時趕到並偽裝成貝蒂，使浩克擺脫努爾的控制並將魔法錘扔到一邊，使自己重新獲得了身體的控制權，並在意識到假“貝蒂”的真實身分後迅速離開。
危機結束後，浩克聯繫了末日博士，請求幫助將他和班納分開，並當作欠他一個人情。末日博士對浩克進行了腦部手術，從浩克的大腦中提取了獨特的元素並為班納複製出一個新的身體。接著末日博士為了達成自己的目的而要求班納留下，浩克違背了交易並帶著班納的身體逃離。複製人班納因為與浩克分離而開始發瘋，試圖讓輻射散佈整個島嶼以重新結合他與浩克。浩克只能讓班納被伽馬炸彈炸死來阻止他，並指責末日博士篡改了班納的思想，接著浩克意識到當伽馬炸彈分解班納的身體時，班納又以某種方式與他“重新結合”了，導致浩克發現自己在各種奇怪的地方醒來，包括幫助懲罰者對抗販毒集團、與獵人克拉文一起狩獵大腳野人和被迫在舊的神盾局基地對抗金鋼狼和石頭人。班納最終為浩克留下了一段影片，他在影片中為自己在分開時的行為道歉，並意識到自己是一個不比浩克好的人，兩人聯手阻止末日機器人企圖利用受到了輻射影響而變異的動物作為新伽馬軍隊的計畫，並使用班納創造的伽馬療法使所有動物恢復正常。此後，班納心甘情願地加入了神盾局，允許他們使用浩克作為武器，並讓他們提供他幫助和資金。
之後浩克受到神盾局派出的刺客狙擊，子彈瞄準了班納的大腦的正確部位，在不觸發變身的情況下使他失去了能力。鋼鐵人使用了絕境病毒治癒浩克。這項治療亦增加了班納的心智能力，讓他有能力調整他體內的絕境病毒並為浩克釋放了一個新的人格：擁有高智商的綠博士（Dr.Green）。
在2014年的《源生之罪》故事中，班納看向被謀殺的觀察者奧圖的眼睛時暫時體驗了東尼·史塔克在成為鋼鐵人之前與班納第一次見面的一些記憶。在這個幻像中，班納目睹了東尼修改伽馬炸彈以使其效能更高，這讓班納意識到東尼要為他成為浩克這件事負責。隨後的研究表明，東尼的修改確實提高了炸彈的爆炸潛力，因此它不會炸毀爆炸半徑內的每個人，所以東尼的行為實際上挽救了班納的生命。
在2014年的《樞紐》故事中，緋紅女巫在使用魔法能力時出錯，導致很多英雄和反派的道德認知反轉，班納參加了與尼克·弗瑞和瑪莉亞·希爾以及復仇者聯盟的會面。神盾局及復仇者聯盟拒絕交出紅骷髏。浩克站在艾德恩·賈維斯一方並試圖阻止復仇者們處決紅骷髏，但浩克隨即被盧克·凱奇扔到一邊。朋友的背叛讓浩克喚醒了一個被稱為嗜血克魯赫（Bloodthirsty Kluh）的新人格，這個新人格輕鬆擊敗了復仇者聯盟，然後離開這裡大肆破壞，新星與其他剩餘的善良英雄前去阻止變成嗜血克魯赫的浩克。最後，末日博士復活了巫毒博士並讓巫毒博士召喚丹尼爾·德拉姆的靈魂去控制緋紅女巫並解除此反轉咒語。
之後，綠博士發現整個世界因為伽瑪變異而處於危險之中，因此需要回收能量。他開發了一種由吸收伽馬能量的金剛奈米顆粒製成的血清。他用這些來削弱頭目、紅女浩克、紅浩克、斯卡爾、迦瑪軍團和原子彈 (瑞克·瓊斯)這些伽瑪變異者的力量，但他決定“放過”女浩克，因為她是唯一一個能在她的變異情況下仍能保持理智的人。在故事結束時，綠博士發現由於絕境血清的消耗，他開始消失了。最後他讓自己逐漸消失，恢復到正常的浩克形態，因為他擔心保持目前的智力水平會導致他成為邪惡的浩克大師。
在《秘密戰爭 (2015)》故事中，浩克參與了616號宇宙（正史宇宙）和1610號宇宙（終極宇宙）之間的入侵。浩克和鋼人合力使用“Fastball Special”來摧毀三曲翼大楼。
在2015至2018年《全新全異》的故事中，浩克 (阿瑪迪斯·趙)成為新的浩克。因為浩克在幫助鋼鐵人和黑豹應對一場大規模事故時吸收了一種危險的新型輻射。由於擔心浩克會失控並殺死無數無辜的人，阿瑪迪斯·趙使用特殊的奈米技術從班納的體內吸收了浩克並將其放入自己身體，成為了新的浩克。在確認自己無法再變成浩克後，班納花了一些時間自己在美國各處遊歷，並且做出了許多危險舉動，例如超速駕駛、逃離熊的追趕或在拉斯維加斯參與賭博。
在2016年的《內戰2》故事情節中，一名擁有預測未來能力的異人族尤里西斯·凱恩（Ulysses Cain）在預測未來的影像時看到了失控的浩克站在很多超級英雄的屍體上。與此同時，班納被證明在猶他州的阿爾卑斯建立了一個實驗室，驚奇隊長找到了他，接著鋼鐵人、其他復仇者、X戰警和異人族也前來試圖捉住班納。在過程中，野獸入侵了班納的工作伺服器並發現他一直在給自己注射通過伽馬輻射的死細胞。神盾局的現任局長瑪麗亞·希爾下令將班納逮捕。班納被這些事件激怒了。突然間，鷹眼用箭射中班納的頭部，然後又射中了心臟，殺死了班納，超級英雄們，尤其是東尼對此感到非常沮喪和恐懼。鷹眼向眾人解釋說班納曾經請求他，如果他表現出變成浩克的跡象時立即殺死他。在葬禮上，戰盟的成員寇格說明了浩克其實想要一個人呆著，以及他一路上結交的盟友是如何成為他的家人。在他的遺囑影片中，布魯斯將各種物品留給了其他英雄和他的朋友，包括給奇異博士留下了他關於浩克感知幽靈能力的筆記，以及為各種前任和現任的其他浩克留下的彩蛋計時器，讓他們能夠更好的控制自己。
在班納的葬禮之後，效忠丹尼爾·德拉姆的靈魂的手合會偷走了班納的屍體，試圖復活並操縱浩克。復仇者們前往日本並試圖招募幻影殺手幫忙阻止手合會，復仇者們被已經復活並受到手合會的控制，身穿武士盔甲的浩克襲擊。復仇者們最後能夠組止失控的浩克並切斷他與手合會的神秘聯繫。而浩克變回了布魯斯班納，並再次死去。
在2017年的《秘密帝國》故事情節中，阿尼姆·索拉使用一種未知的方法暫時復活了班納，變成了犯罪組織九頭蛇的至尊領袖的美國隊長說服浩克攻擊英雄們在地下的藏身處。浩克與石頭人和漢克·皮姆組織的復仇者 A.I.戰鬥，直到暫時復活的效果開始消退，並導致浩克再次死亡。
在“永不投降”(No surrender)的故事中，被放逐的宇宙長老-挑戰者復活了浩克，讓浩克成為他的王牌。並要求他加入他所組成的闇黑號令，對抗宗師的致命軍團。浩克同意參加，因為他知道地球即將被摧毀，而班納此時懷疑浩克的復活即是浩克不朽的體現。在擊敗加農炮和活閃電的同時，浩克從第二代紅浩克羅伯特·馬弗里克身上取得了吸取伽馬能量的特殊裝置，神力人成功地與浩克溝通，讓浩克意識到他的錯誤。在對所發生的事情感到懊悔之後，班納又變身成了浩克並與挑戰者戰鬥。挑戰者隨後將浩克送入了地球軌道，但浩克很高興他設法傷害了挑戰者。
在保持低調的同時，班納在一次飛車黨-地獄之犬的搶劫中，被團中的騎手-湯米·希爾(Tommy Hill)射殺，這場搶劫還奪走了桑迪·布洛克赫斯特(Sandy Brockhurst)和喬什·阿爾法羅(Josh Alfaro)兩人的生命。班納又再次復活，並變成了浩克，狠狠地打敗了湯米。此事件的目擊者告訴偵探格洛麗亞·梅耶斯(Gloria Mayes)和記者傑基·麥基(Jackie McGee)，打敗湯米·希爾的人正是浩克，儘管班納被認為早已經死了。
在“絕對大屠殺”事件中，共生體猛毒以班納作為宿主與血蜘蛛作戰。班納在自己的腦海中與猛毒交談，因為浩克的其他人格，如灰浩克和野蠻浩克，表示應該對目前的情況發表看法，投票表決是否贊成共生體與浩克共生。惡魔浩克強烈反對共生體的存在，表示應該立即將其除掉，最後，班納、灰浩克和野蠻浩克均同意與猛毒合作，而惡魔浩克則憤怒的說他們犯了一個大錯。但最終投票結果是三比一，兩票棄權，因此班納歡迎猛毒加入這個家庭。

## 個性與行為
在浩克的歷史中，不同編劇之間對浩克的描繪差異十分大。浩克曾經被描述成一名笨拙的蠻人，誤打誤撞地身陷冒險事件中因此大發神威；亦曾經被塑造成一名狡詐的陰謀家，為了自身利益而四處找麻煩；他的智商有時候如同一個完整的集體意識通達高等科技和領導統御，有時候又成為容易被誤導利用的毀滅機械。浩克一開始被描繪成是與布魯斯·班納不同的兩個個體，是內心的憤怒和佛洛依德式壓抑情緒的象徵；他的憤怒逐漸實體化且發展出不同於布魯斯·班納，屬於自己的人格和記憶。後來的故事說明浩克壓抑的情感來自於布魯斯的父親在他小時候的虐待行為。很多編劇都嘗試編寫過將班納與浩克的人格特性融合的故事；有些版本的化身表現出加入犯罪組織的殘忍心靈，其他的版本擁有班納的真實記憶，其中一個版本甚至讓浩克擁有班納的意識而讓浩克的意識存在於班納的身體裡。
由於編劇比爾·曼特羅和後來在1980年代的彼得·大衛建立出的逆向連貫，班納由於兒時遭受虐待而患有解離性身分疾患，即多重人格，而浩克的每一個人格都代表了班納的一部份意識。

### 布魯斯·班納 Bruce Banner
在浩克的出版歷史中，編劇們持續的以類似的形象描寫布魯斯·班納，將他塑造成一個壓抑情感的物理學天才，智商高得無法以已知的智力測驗鑑定出其智商。班納設計出的伽瑪炸彈造成了自己被放射線感染，將他變身成為不同編劇筆下的不同版本的浩克。班納的變身通常是非自願性的，經常是因為情緒觸動而引發，尤其是憤怒與恐懼的情況。隨著漫畫的演變，不同編劇常修改浩克的個性來反應班納身理與心理的轉變。

### 野蠻浩克 Savage Hulk
野蠻浩克就是“經典”的浩克，擁有非常有限的智能且經常以第三人稱自稱。野蠻浩克曾經被指涉為班納的整體人格中“本我”和“兒童期”的層面。他經常對刺激與攻擊他的人重申他希望所有人不要管他並離他遠一點，但對朋友十分感恩且忠誠。有人認為要是有關單位讓野蠻浩克逃至野外並照他希望的被與世隔絕，傷害的程度就會減至最低，因為任何攻擊行為只會激怒他，讓他變得更強大並導致反擊。
野蠻浩克非常容易辨認，特徵是極為笨重結實的身體，有著綠色的皮膚，以近似猿猴類的跳躍步伐行動。此版本的浩克以被攻擊後因暴怒而毀滅掉都市或鄉下建築聞名，經常對敵人喊著“浩克重擊！”（Hulk Smash!）。此招式亦出現在2008年電影《無敵浩克》當中。

### 灰浩克/喬·菲西特 Gray Hulk/Joe Fixit
灰浩克是最初版本的浩克，後來再次出現於故事中在內華達州的拉斯維加斯以喬·菲西特為名任職一名警衛。喬·菲西特有著一般的智力，但有時具有布魯斯·班納才有的知識與智能。他的個性活潑，狡猾，自大，工於心計，殘忍，但有著隱藏的良知。他在拉斯維加斯活動的期間只在夜晚出現。他曾被指涉為班納整體人格中屬於“青少年期”與“自我”的層面。在《不可思議的浩克 Vol. 2》#333中，依據首領（Leader）的說法，灰浩克在新月的夜晚最強壯而在滿月時最虛弱；但在後來灰浩克每到夜晚就會變身的機制被移除後，這種畏懼陽光與月光的特性就隨之消失了。灰浩克雖是體型最小的浩克版本，他仍然比常人高大許多；他喜歡穿著合身的西裝，基本力量是所有主要浩克版本中最低的一個；不過他的的力量等級可隨憤怒而增加，但比起其他版本的浩克增加的幅度緩慢許多。雖然他的力量較低，但灰浩克會利用對手以為面對的是野蠻浩克這點，而藉機智與戰略取得優勢。

### 合體浩克/教授 Merged Hulk/The Professor
在《不可思議的浩克》第377期中（彼得大衛編劇），布魯斯班納，野蠻浩克，以及灰浩克融合成為一體。合體浩克在後來被「逆向連貫」中為“教授”；教授被解讀成第四個獨立的人格，而不是前三個主要人格的合體，代表了班納理想中的完美形象。兩者間最大的差異在於，合體浩克有著班納，野蠻浩克，以及灰浩克的個性特質（並擁有班納的智力，喬依菲西特的狡猾，以及野蠻浩克的體型與力量），但教授並沒有這些特質。合體浩克是超級英雄團體神戰隊（Pantheon）的成員與隊長；雖然他有著極度壯碩的身體，但合體浩克卻有著一張接近布魯斯班納的正常臉孔，筆直的身形讓他成最高且最不像野人的一個浩克版本。教授是在保羅·捷金斯主筆時代出現的，以如“啟示”般的形式揭露合體浩克並不是三個人格的合體，而實際上是個完全獨立的人格。教授的特點是有著合體浩克沒有的馬尾辮。捷金斯解釋此一後來改動的方式是以逆向連貫出一個名叫安琦拉麗浦斯康（Angela Lipscomb）的新人物，她對布魯斯班納的認識比參森博士（Doc Samson）還透徹。麗浦斯康告知參森博士她對博士的觀察，而參森博士同意了她的說法，即使之前的故事並非如此。

### 失心浩克 Mindless Hulk
惡夢（Nightmare）為了尋找打擊宿敵奇異博士的新方法而探索奇異博士的朋友的心靈，惡夢穿透了布魯斯班納的內心並發現他的影響造了意料之外的副作用；自班納對浩克最糟糕形象中開始發展出一個新的人格（《不可思議的浩克》第二部第298期；夢遊者（Sleepwalker））。在這段時期中，班納剛可以控制住浩克的身體，但是隨時處於戒慎恐懼的狀態中，因為班納認為浩克只是一個野蠻兇殘的野獸，深怕浩克會在最意想不到的時候掙脫再現。此一版本的浩克與其他版本外型迥異，失心浩克出自於班納對自己分身最深層的恐懼產幻想。惡夢不斷的增加自己對班納的影響力，讓此一黑暗的分身逐漸成形浮現。終於當班納崩潰時失心浩克成為了一個獨立的人格，掙脫了班納的控制。最後在班納潛意識所創造出來的三個生物的幫助下，失心浩克獲得了說話的能力，且行為逐漸較不殘暴。從此之後這個人格就沒有在出現過，很可能已經不再是班納多重人格的一部份。在《蜘蛛人的羅網》（Web of Spider-Man）第7期中，怪奇博士幫助班納讓一部份的浩克進入惡夢空間（Dimension of Nightmare），這個類似失心浩克的版本威脅要殺死惡夢。由於整個空間幾乎要被這個浩克毀滅，惡夢被迫尋求蜘蛛人的幫助。蜘蛛人最後將浩克推入另一個空間，而浩克則將惡夢一起拉走。事後惡夢仍再出現過，但該版本的浩克則似乎已經消失。

### 罪惡浩克 Guilt Hulk
罪惡浩克，又名“野獸”（The Beast），是班納的另一個人格，是由他的遺憾感創造出來的。罪惡浩克一開始以班納父親的形象出現在他心中，逼迫班納重新經歷兒時被虐的傷痛。最後罪惡浩克被班納本人打敗。
罪惡浩克在貝蒂死後再度出現，由於班納處於情緒不穩定的狀態，這次的罪惡浩克強大許多。在教授與喬依菲西特均慘敗後，罪惡浩克最終被野蠻浩克制伏。
罪惡浩克體型巨大力量強大，有著利爪且全身佈滿了尖刺，還具有吐火的能力。

### 惡魔浩克 Devil Hulk
惡魔浩克是象徵班納邪惡的人格，代表了班納對世界如何對待他的怨恨。惡魔浩克是浩克的敵人，威脅將逃出班納內心的束縛並毀滅這個不斷折磨虐待他的世界，不留下任何班納珍惜的人事物。惡魔浩克首次出現於班納因肌肉萎縮性側索硬化症（Amyotrophic lateral sclerosis）而病危時，班納利用一個機器進入自己的心靈中與三個主要的浩克達成協議：在他無法忍受疾病的苦痛時，他們將接管班納的身體。但約翰·萊克將軍（General Ryker）的陰謀損毀了禁錮惡魔浩克的內心束縛，導致惡魔浩克很快的便逃脫；但最後終究被封鎖在班納的潛意識中。後來惡魔浩克被解釋為由惡夢創造出來的幻想。

### 綠殤 The Green Scar
在2006到2007年的故事“浩克星球”（Planet Hulk）與“浩克世界大戰”（World War Hulk）中的浩克是個比過往版本更狡猾與強壯的版本。在夥伴西羅尹（Hiroim）的冥想訓練下，綠殤浩克的忿怒是最集中的。此浩克的耐力極高，可以承受黑蝠王（Black Bolt）的音波，但過去的野蠻浩克則不行。依據蜘蛛人的說法，黑蝠王是他所知第二強大的超人英雄，而他敗給了此版本的浩克，在“浩克世界大戰”中打倒了眾多的超級英雄，最後是以與哨兵的平手作為收場。綠殤浩克受過的訓練包括厚劍，長矛以及戰盾，且是有為的領導與戰略家。

### 綠博士 Doc Green
綠博士是合體浩克的變體，是絕境病毒修復浩克的大腦的所產生的結果。此人格強大到足以用一聲拍掌摧毀鋼鐵人的豪宅，同時擁有極高的智商。

## 能力

### 強大的力量和身體機能
浩克的力量在非憤怒狀態下也能達到至少1500噸，在《秘密戰爭》中曾經挺起過一塊重量達1500億噸的巨石，亦試過在一個瀕臨毀滅的星球跳進其內部拉扯住兩邊的星球板塊，把星球強行拼回原狀來阻止它崩潰毀滅，他亦試過以蠻力打破維度障壁。他近乎無限的強大力氣、擁有近乎永不消退的超級耐力和體力、足以讓他躍出地球大氣層的腿部肌肉帶來的跳躍力、近乎無法被摧毀的身體和強大的自癒能力。他的身體能夠無視極限的高溫和冷凍。其力量會隨著憤怒的提升而無限提升，所以沒有一定數字。浩克體內的腺體所分泌的“含氧全氟化碳乳液”能增加肺部的壓力和在各深度的水下呼吸和快速移動，而且可以在極端溫度下生存。

### 再生癒合因子
浩克擁有十分強大的再生自癒能力，即使是重要的器官被破壞或摧毀都能再生，而且對所有疾病和毒藥免疫。

### 其他能力
浩克亦能看見靈體、吸收放射線、變形和擁有極高心靈控制防禦力

## 其他媒體

### 電影
- 不可思議的浩克系列電影：由路·法瑞諾飾演布鲁斯·班纳。
  - 《不可思議的浩克（試播集）（英语：List of The Incredible Hulk (1978 TV series) episodes#Pilot movies (1977)）》（1977年）
  - 《不可思議的浩克歸來（英语：List of The Incredible Hulk (1978 TV series) episodes#Pilot movies (1977)）》（1977年）
  - 《不可思議的浩克之回歸（英语：The Incredible Hulk Returns）》（1988年）
  - 《不可思議的浩克之審判（英语：The Trial of the Incredible Hulk）》（1989年）
  - 《不可思議的浩克之死（英语：The Death of the Incredible Hulk）》（1990年）
- 《綠巨人浩克》（2003年），由艾瑞克·巴納飾演。
- 漫威電影宇宙：由馬克·盧法洛飾演「浩克」布鲁斯·班纳（英语：Bruce Banner (Marvel Cinematic Universe)）。
  - 《無敵浩克》（2008年）：當時的飾演者為艾德華·諾頓[4]。
  - 《復仇者聯盟》（2012年）[5]
  - 《鋼鐵人3》（2013年）：片尾客串[6]
  - 《復仇者聯盟2：奧創紀元》（2015年）[7]
  - 《雷神索爾3：諸神黃昏》（2017年）[8]
  - 《復仇者聯盟3：無限之戰》（2018年）
  - 《驚奇隊長》（2019年）：片尾客串
  - 《復仇者聯盟：終局之戰》（2019年）
  - 《尚氣與十環傳奇》（2021年）：片尾客串
  - 《死侍與金鋼狼》（2024年）：客串
  - 《蜘蛛人：重生日》（2026年）[9]

### 動畫電影
- 《終極復仇者》
- 《終極復仇者2》
- 《下一代復仇者：明日英雄》
- 《浩克大戰（英语：Hulk Vs.）》
- 《綠巨人星球》
- 《鋼鐵人與浩克：聯合戰記（英语：Heroes United）》
- 《浩克：惡夢怪物》
- 《蜘蛛人：穿越新宇宙》：片中的布魯斯·班納為蜘蛛人

### 電視劇
- 《蜘蛛俠和他的驚奇朋友》
- 《無敵浩克（英语：The Incredible Hulk (1982 TV series)）》（1982–1983）
- 《鋼鐵人（英语：Iron Man (TV series)）》
- 《驚奇4超人（英语：Fantastic Four (1994 TV series)）》
- 《無敵浩克（英语：The Incredible Hulk (1996 TV series)）》（1996–1997）
- 《驚奇4超人：世界最偉大的英雄們（英语：Fantastic Four: World's Greatest Heroes）》
- 《金鋼狼與X戰警（英语：Wolverine and the X-Men (TV series)）》
- 《鋼鐵人：裝甲冒險》
- 《Q版大英雄》
- 《復仇者聯盟：史上最強英雄戰隊》
- 《終極蜘蛛人》
- 《復仇者聯盟：正義出擊（英语：Avengers Assemble (TV series)）》
- 《浩克與狂砸特工隊（英语：Hulk and the Agents of S.M.A.S.H.）》
- 《飛哥與小佛：漫威英雄任務（英语：Phineas and Ferb: Mission Marvel）》
- 《天雷爭霸：復仇者聯盟》
- 《星際異攻隊（英语：Guardians of the Galaxy (TV series)）》
- 《漫威未來 - 復仇者聯盟（日语：マーベル フューチャー・アベンジャーズ）》
- 《蜘蛛俠》
- 《蜘蛛俠與他的神奇朋友們（英语：Spidey and His Amazing Friends (2021 TV series)）》
- 漫威電影宇宙：由馬克·魯法洛回歸飾演「浩克」布魯斯·班納。
  - 《無限可能：假如…？》第一季（2021年）[10][11]：動畫劇集，配音演出。
  - 《律師女浩克》（2022年）

### 遊戲
- 《漫威英雄 Online》：玩家創角時可選擇浩克為遊戲角色，或另付費購買。
- 《漫威：未來之戰》：手機遊戲，浩克是玩家可使用角色之一。
- 《漫威超級戰爭》
- 《美國超人》，對戰格鬥遊戲。玩家可使用的角色之一。
- 《美國超人VS快打旋風》，2對2形式對戰格鬥遊戲。玩家可使用的角色之一。
- 《美國超人VS卡普空群雄》，2對2形式對戰格鬥遊戲。玩家可使用的角色之一。
- 《美國超人VS卡普空群雄2》，3對3形式對戰格鬥遊戲。玩家可使用的角色之一。
- 《美國超人VS卡普空群雄3》，3對3形式對戰格鬥遊戲。玩家可使用的角色之一。
- 《漫威復仇者聯盟》：由特羅伊·貝克配音。
- 《漫威：未來革命》
- 《漫威午夜之子》
- 《漫威爭鋒》：由弗雷德·塔特西奧（英语：Fred Tatasciore）配音。

## 主要敵人
- 惡煞
- 吸收人（英语：Absorbing Man）
- 雙頭獸（英语：Bi-Beast）
- 石像鬼（英语：Gargoyle (comics)）
- 頭目（英语：Leader (comics)）
- 浩克大師（英语：Maestro (comics)）
- 暴君（英语：Tyrannus (comics)）
- U敵人（英语：U-Foes）
- 溫迪哥（英语：Wendigo (comics)）
- 札克斯（英语：Zzzax）
- 犀牛人